# Marpessa

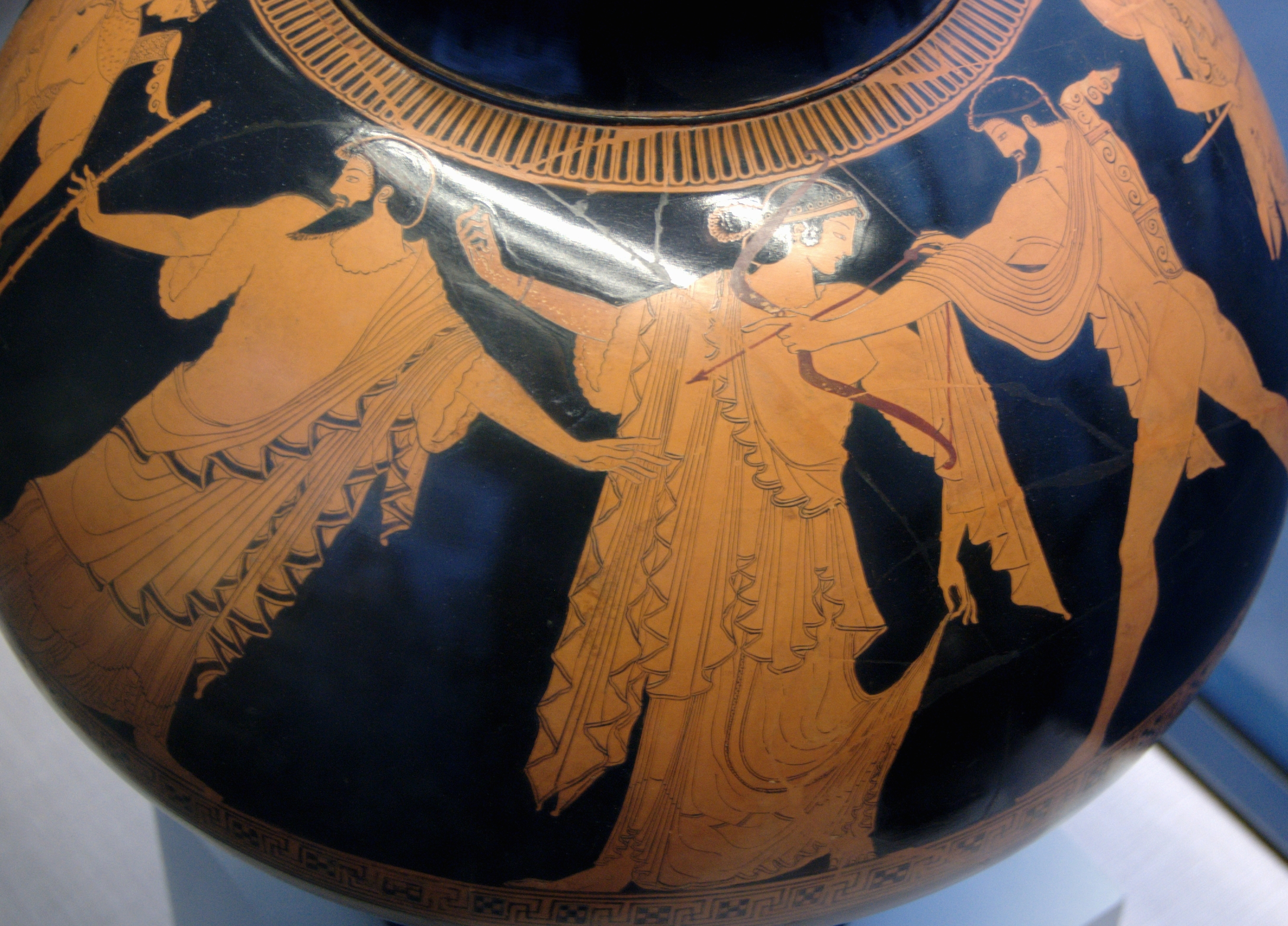
Marpessa và Idas được thần Zeus kéo ra khỏi Apollo; chi tiết trên một đồ cổ ở Tiểu Á ra đời khoảng năm 480 trước Công nguyên, Staatliche Antikensammlungen (Inv. 2417).

Trong thần thoại Hy Lạp, Marpessa (tiếng Hy Lạp cổ: Μάρπησσα, đã Latinh hoá: Márpēssa) là một công chúa của Aetolia và là cháu nội của Ares.

## Gia đình
Marpessa là con gái vua Evenus của Aetolia (con trai của Ares với Demonice hoặc Sterope) và công chúa Alcippe (con gái vua Oenomaus của Pisa). Cô thu hút sự chú ý của cả người anh hùng Idas lẫn thần Apollo. Marpessa cuối cùng cưới Idas, sau đó họ có với nhau một người con gái là Cleopatra, người sau này sẽ trở thành vợ của anh hùng Meleager.

## Thần thoại

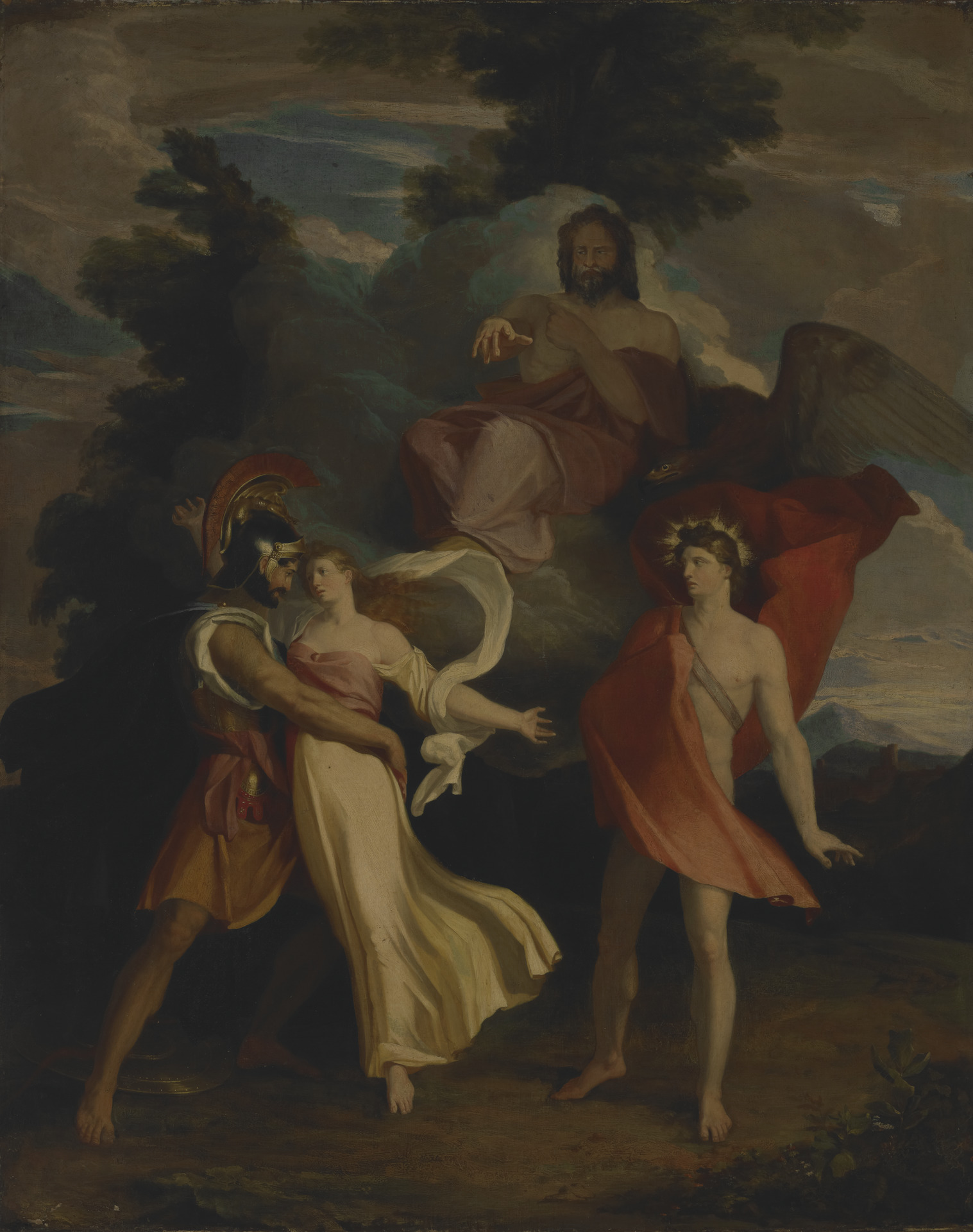
Phán quyết của Jupiter, tranh của Samuel Finley Breese Morse

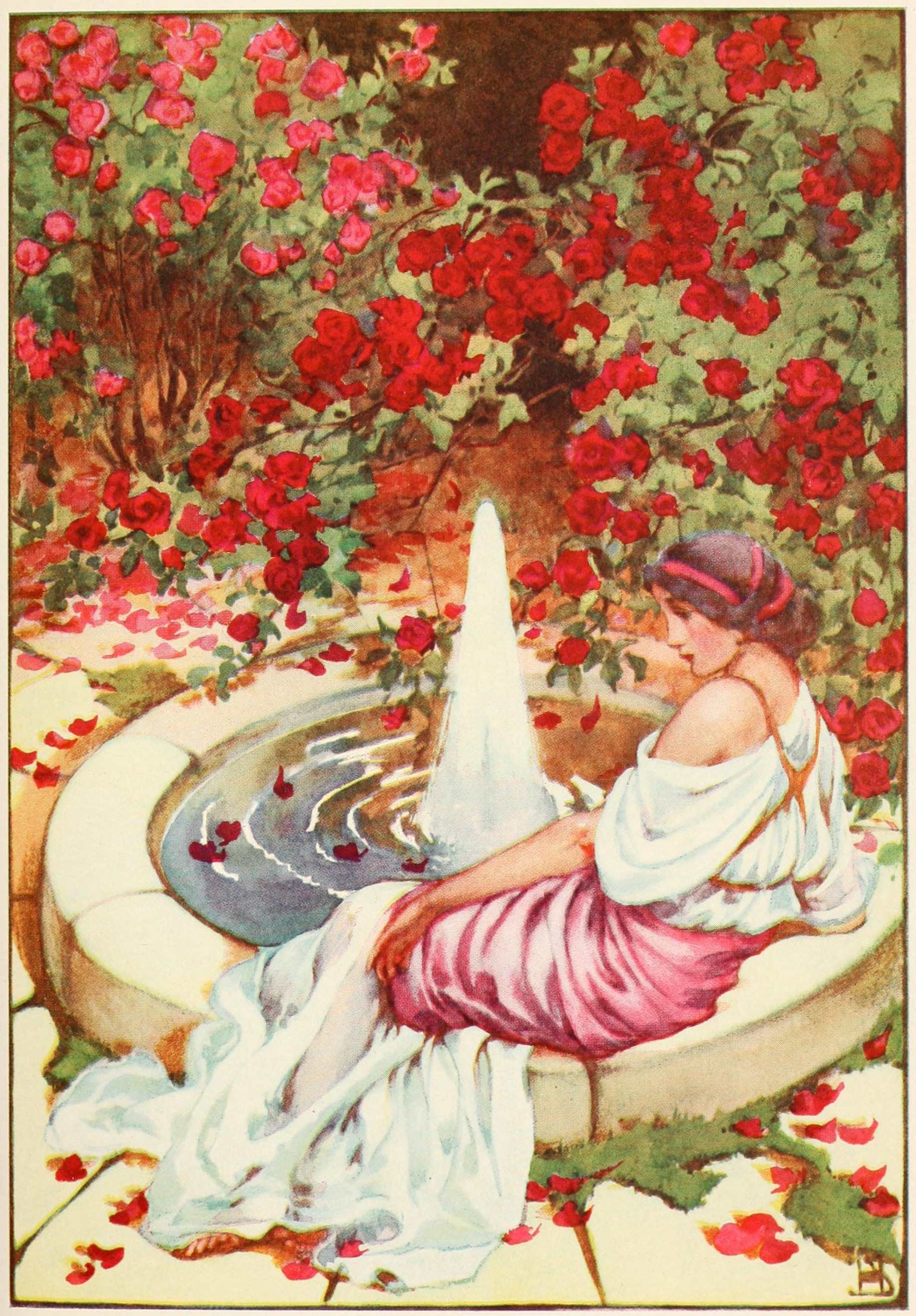
Tranh minh họa nhân vật Marpessa của Helen Stratton từ cuốn A Book of Myths của Jeanie Lang ra mắt năm 1915.

Marpessa là một người phụ nữ xinh đẹp được miêu tả là có một "mắt cá chân thẳng đẹp". Idas, con trai vua Aphareus từ Messenia tới để cầu hôn Marpessa, nhưng vua Evenus từ chối gả con gái vì ông muốn con gái mình giữ được trinh tiết. Idas tới chỗ thần Poseidon (theo một số dị bản thì thần Poseidon mới là cha của Idas) và xin được phép sử dụng cỗ xe ngựa có cánh. Sau khi Poseidon đồng ý cho dùng cỗ xe ngựa, Idas bắt cóc Marpessa và mang cô ra khỏi một nhóm những vũ công để tới Pleuron ở Aetolia. Cha cô sau khi chạy đuổi theo hai người trong một thời gian dài thì mới nhận ra rằng ông không thể bắt họ lại. Trong cơn tức giận, ông giết những con ngựa của mình và rồi tự trẫm mình xuống dòng sông Lycormas gần đó, bởi vậy mà ông trở nên bất tử. Dòng sông này sau đó được đặt tên theo tên của ông.
Trong dị bản khác, Apollo cũng muốn có được Marpessa và đuổi theo Idas vì anh mang theo Marpessa đi. Hai người chiến đấu với nhau để lấy được cô gái. Thần Zeus phải tới can thiệp, ông cho Marpessa lựa chọn lấy một trong hai người: người trần hoặc vị thần bất tử. Marpessa chọn Idas, nguyên nhân là vì nếu cô chọn Apollo thì cuối cùng cô sẽ già đi, không còn được thần sủng ái và quan tâm nữa.
Trong dị bản của Homer, Marpessa đã kết hôn với Idas khi Apollo mang cô đi khỏi chồng cô. Idas đành đối đầu với thần Apollo.
Khi Idas bị Polydeuces, em trai sinh đôi của Castor giết chết, Marpessa đã tự vẫn.